# Cedusa remettei
Cedusa remettei är en insektsart som beskrevs av Flynn och Kramer 1983. Cedusa remettei ingår i släktet Cedusa och familjen Derbidae. Inga underarter finns listade i Catalogue of Life.